# Jagdgeschwader 51 „Mölders“
Das Jagdgeschwader 51 „Mölders“ (JG 51) war ein Traditionsgeschwader der Luftwaffe im Zweiten Weltkrieg, benannt nach seinem zweiten Kommodore Werner Mölders. Am 30. Juni 1941 erreichte es als erstes Geschwader der Luftwaffe seinen 1000. Abschuss seit Kriegsbeginn.
Vom 22. November 1973 bis 10. März 2005 trug das Jagdgeschwader 74 der Bundeswehr den Beinamen „Mölders“ und war somit eines der Traditionsgeschwader der Luftwaffe der Bundeswehr.

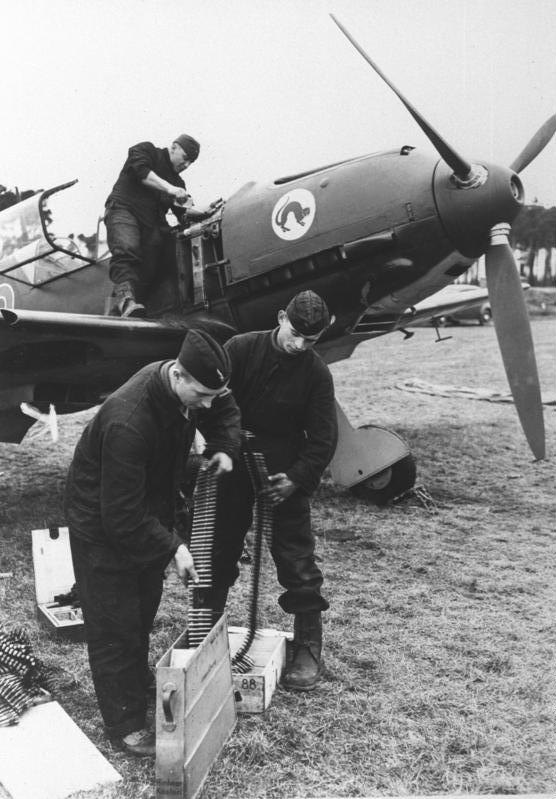
Flugzeug Bf 109, Wartung und Bewaffnung

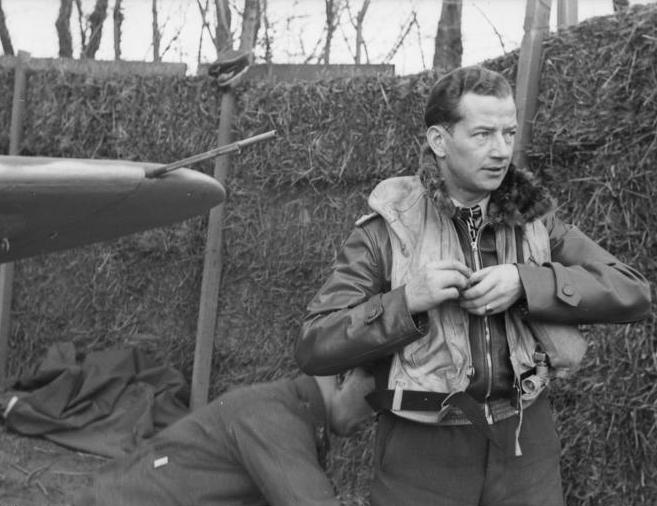
Friedrich-Herrmann Joppien, Ritterkreuzträger des Jagdgeschwader 51

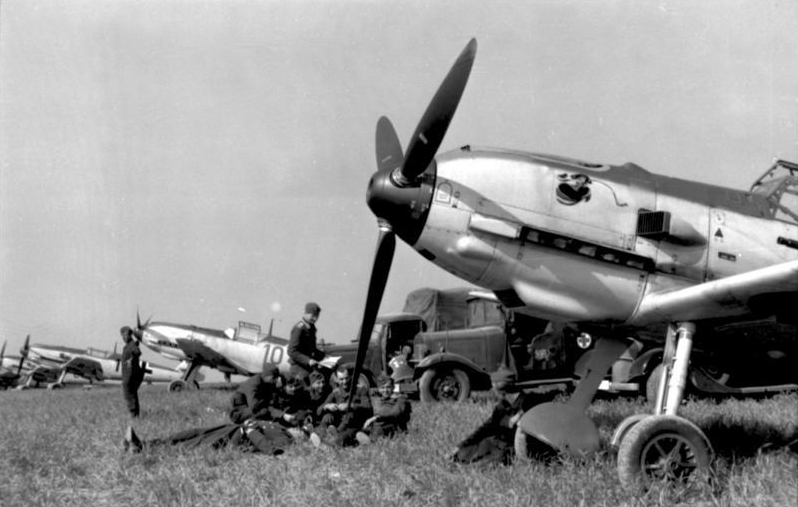
Jagdflugzeuge Bf 109 auf einem Feldflugplatz in Frankreich

## Geschichte
Bei seiner Aufstellung am 1. Mai 1939 hieß das Jagdgeschwader 51 nur JG 51; erst nach dem Tod Werner Mölders am 22. November 1941 wurde dem Geschwader mit Befehl vom 24. Dezember 1941 der Beiname „Jagdgeschwader Mölders“ verliehen.

### Aufstellung
- Die I. Gruppe des Jagdgeschwaders 51 entstand am 1. Mai 1939 in Bad Aibling durch die Umbenennung der I. Gruppe/JG 233 als einzige Gruppe des JG 51.
- Die II. Gruppe des Jagdgeschwaders 51 wurde gemäß Befehl vom 3. Oktober 1939 zum 16. Oktober 1939 in Fürstenfeldbruck aufgestellt.
- Die III. Gruppe des Jagdgeschwaders 51 entstand am 4. Juli 1940 durch die Umbenennung der I. Gruppe/JG 20.
- Die IV. Gruppe des Jagdgeschwaders 51 entstand am 21. November 1940 durch die Umbenennung der I. Gruppe/JG 77.
- Der Stab des Jagdgeschwaders 51 entstand am 25. November 1939 durch die Teilung des Stabes des JG 27.
- Am 20. November 1940 wurde in Cazaux eine Ergänzungsstaffel für das Jagdgeschwader 51 aufgestellt. Diese Staffel war für die Abschlussausbildung der von den Flugzeugführerschulen kommenden Piloten.

### Auflösung
- Die I. Gruppe verlegte am 24. März nach Brüsterort und im April nach Junkertroylhof, wo sie sich am 23. April 1945 auflöste.
- Die II. Gruppe lag Anfang 1945 in Imely. Im Januar verlegte die Gruppe nach Veszprém und im Februar nach Raab. Im März folgte die Verlegung nach Fels am Wagram. Im März 1945 wurde mit der Aufstellung einer 8. Staffel begonnen. Die Aufstellung wurde jedoch bis zur Auflösung der Gruppe am 12. April 1945 nicht mehr abgeschlossen.
- Die III. Gruppe lag Anfang 1945 in Insterburg. Im Januar verlegte die Gruppe nach Pillau-Neutief. Am 15. Januar wurde in Danzig-Langfuhr mit der Aufstellung der 11. Staffel begonnen, die bis Kriegsende nicht mehr vollendet wurde. Im April verlegte die Gruppe nach Brüsterort, wo sie bis Kriegsende verblieb.
- Die IV. Gruppe lag Anfang 1945 in Modlin. Am 23. Januar verlegte sie nach Danzig-Langfuhr und von dort am 20. März nach Anklam. Im April folgte die Verlegung nach Garz auf Usedom und am 15. April nach Eggersdorf, wo sie bis Kriegsende verblieb.

## Kommandeure

### Geschwaderkommodore
- Oberstleutnant Theodor Osterkamp, 19. September 1939
- Oberstleutnant Werner Mölders, 27. Juli 1940
- Oberstleutnant Friedrich Beckh, 19. Juli 1941
- Major Günther Lützow (i. V.), Oktober 1941
- Oberstleutnant Karl-Gottfried Nordmann, 10. April 1942
- Major Fritz Losigkeit, 1. April 1944
- Major Heinz Lange, 2. April 1945
- Oberstleutnant Helmut Eckrich, 12. November 1940

### Gruppenkommandeure
I. Gruppe
- Major Ernst Freiherr von Berg, 1. Mai 1939
- Hauptmann Hans-Heinrich Brustellin, 23. September 1939
- Hauptmann Hermann-Friedrich Joppien, 18. Oktober 1940
- Hauptmann Wilhelm Hachfeld, 26. August 1941
- Hauptmann Josef Fözö, 3. Mai 1942
- Hauptmann Heinrich Krafft, 1. Juni 1942
- Hauptmann Rudolf Busch, 15. Dezember 1942
- Major Erich Leie, 18. Januar 1943
- Hauptmann Günther Schack, 29. Dezember 1944

II. Gruppe
- Major Kramer, Oktober 1939
- Major Ernst Günther Burggaller, 26. Oktober 1939
- Hauptmann Günther Matthes, 3. Februar 1940
- Hauptmann Josef Fözö, 21. Februar 1941
- Hauptmann Hartmann Grasser, 9.41
- Major Karl Rammelt, 6. Juni 1943
- Oberleutnant Otto Schultz, 24. Dezember 1944

III. Gruppe
- Hauptmann Johannes Trautloft, 4. Juli 1940
- Hauptmann Walter Oesau, 25. August 1940
- Hauptmann Richard Leppla, 11. November 1940
- Hauptmann Karl Heinz Schnell, 8. August 1942
- Hauptmann Fritz Losigkeit, 26. Juni 1943
- Hauptmann Diethelm von Eichel-Streiber, 1. Mai 1944
- Hauptmann Joachim Brendel, 1. September 1944

IV. Gruppe
- Hauptmann Johannes Janke, 21. November 1940
- Major Friedrich Beckh, 1. März 1941
- Hauptmann Karl-Gottfried Nordmann, 20. Juli 1941
- Hauptmann Hans Knauth, 10. April 1942
- Major Rudolf Resch, 1. März 1943
- Major Hans Ekkehard Bob, 1. August 1943
- Major Heinz Lange, 9. Mai 1944
- Oberleutnant Günther Josten, 12. April 1945
- Major Heinz Lange, 29. April 1945

## Bekannte Geschwaderangehörige
- Hans Asmus (1913–1991), war von 1970 bis 1972, als Generalmajor der Luftwaffe der Bundeswehr, Chef des Stabes der Fourth Allied Tactical Air Force
- Josef Jennewein (1919–1943), österreichischer Skiweltmeister
- Karl-Gottfried Nordmann (1915–1982), war von 1971 bis 1981 Präsident von Mercedes-Benz of North America
- Johannes Trautloft (1912–1995), war 1970, als Generalleutnant der Luftwaffe der Bundeswehr, Kommandierender General des Luftwaffengruppenkommandos Süd
- Herbert Wehnelt (1918–2007), war von 1971 bis 1974, als Generalleutnant der Luftwaffe der Bundeswehr, Befehlshaber des Luftwaffenführungskommando